# Awatea
Le HMT Awatea est un paquebot trans-Tasman à vapeur construit pour l'Union Steam Ship Company of New Zealand et qui est mis à l'eau en 1936. De 1937 à 1939, il relie Wellington et Auckland en Nouvelle-Zélande à Sydney en Australie.
En 1939, il est converti en transport de troupes pour la Royal Navy. En 1941, il emmène les troupes canadiennes de la C Force (en) à Hong Kong, 22 jours avant que la bataille de Hong Kong n'éclate. En 1942, il participe à l'opération Torch, à savoir l'invasion alliée de l'Afrique française, sous contrôle de Vichy. Il est coulé par des avions ennemis.
Awatea signifie en maori « œil de l'aube ».

## Paquebot
Vickers-Armstrongs construisit l'Awatea à Barrow-in-Furness en Angleterre, et il est mis à l'eau le 25 février 1936 et complété en juillet de la même année. Il possède deux hélices entraînées par six turbines à vapeur via un engrenage à réduction unique. Leur puissance combinée est de 4 608 nhp, ce qui lui offre une vitesse de service de  nœuds. Lors d'un voyage trans-Tasman, il atteint en moyenne 22 nœuds (41 km/h) sur une distance de 576 milles marins (1 067 km).
Le 5 août 1936, l'Awatea quitte la Grande-Bretagne vers la Nouvelle-Zélande en passant par le canal de Panama pour son voyage inaugural. Il commence le transport de passagers dans la mer de Tasman le 15 septembre 1936 quand il quitte Wellington pour Sydney. Le 22 août 1939, il reçoit son entretien et contrôle annuel à Sydney et est donc retiré momentanément du service. En décembre, il est réquisitionné par la Royal Navy comme transport de troupes.

## Service pendant la Seconde Guerre mondiale
L'une des premières tâches de l'Awatea est de transporter des membres de la C Force (en), une force créée par le gouvernement du Canada pour protéger ses intérêts à Hong Kong contre la menace d'une invasion japonaise. L'Awatea et le HMCS Prince Robert (en) embarquent les troupes à Vancouver le 27 octobre 1941 et les débarquent à Hong Kong le 16 novembre, soit 22 jours avant que la bataille de Hong Kong n'éclate.
En novembre 1942, il reçoit l'ordre de d'emmener le No. 6 Commando (en) en Afrique du Nord pour l'opération Torch. Celle-ci a pour but de vaincre les forces françaises de Vichy. Il termine le déploiement des forces, bien que le No. 6 Commando ait rencontré des problèmes majeurs.
Le premier problème est l'inexpérience de l'équipage lors de la mise à l'eau des péniches de débarquement, ce qui entraine un retard de 2h pour le débarquement, la dernière vague de troupes arrivant à 6 h 30 du soir, et la plupart des troupes débarquées étant éloignées de la cible, jusqu'à plusieurs kilomètres.
Alors qu'il part le 11 novembre 1942, un nombre indéterminé d'avions de la Luftwaffe, issus de la Kampfgeschwader 77, l'attaque. Ils le bombardent et le mitraillent mais l'équipage riposte. Deux torpilles frappent son côté bâbord, et une bombe tombe sur son pont mais n'explose pas. Cependant, les torpilles déclenchent un incendie qui atteint et fait détoner la bombe non explosée. Plusieurs bombes qui sont tombées à proximité du bateau détruisent la plupart de son hébergement de première classe. À ce stade, l'équipage abandonne le navire, celui-ci étant ensuite coulé par le même avion. L'amiral de la flotte, pour lui rendre hommage, indique qu'« il a combattu comme un cuirassé ».